# Otoconcha oconnori
Otoconcha oconnori är en snäckart som först beskrevs av Powell 1941.  Otoconcha oconnori ingår i släktet Otoconcha och familjen Charopidae. Inga underarter finns listade i Catalogue of Life.